# Aethioprocris
Aethioprocris is een geslacht van vlinders van de familie bloeddrupjes (Zygaenidae).

## Soorten
- A. congoensis Alberti, 1957
- A. togoensis Alberti, 1954